# Даат
Даат (др.-евр. דעת‬; «Познание») — в учении каббалы о происхождении миров союз двух сфирот мироздания:
- мужского, активного принципа Хохма́ («Мудрость») и
- женского, пассивного принципа Бина́ («Разум»).

То есть контраст между субъективностью и объективностью находит своё разрешение в «познании». Те из каббалистов, которые не включают Кетер («Венец») в число сефирот, ставят Даат, как третью сефиру.
Первоначальные буквы еврейских слов Хохма (חכמה), Бина (בינה) и Даат (דעת) образуют название «ХаБаД» («хабад»). Это «разумная душа» (дух) — основной источник веры хасидистов («праведных»; «благочестивых»), верящих, что разум (ум) должен господствовать над чувством и руководить им.
Два принципа мироздания, начала мужское (Хохма) и женское (Бина) — тезис и антитезис в триаде Гегеля — являются необходимыми началами бытия и, оплодотворяя друг друга, производят, согласно комментаторам «Книги Зогара», «Даат» (Познание), в котором они оба примиряются. Однако по тексту «Зо́гара» эти оба начала находят свой синтез в «Кетере».

## Термин

### «Разумение» в Торе
Согласно «Аботу рабби Натана», всё известно Богу (ивр. הכל צפוי והרשות נתונה‎), но в своих поступках человек действует по своему собственному разумению (והכל לפי דעתו של אדם‎). Это «разумение» (דעת) означает способность выбирать богоугодные действия и гнушаться греха, что приобретается путем познания божеских истин Торы.

### Душевные функции в Талмуде
Некоторые душевные функции выражаются в Талмуде посредством «даат» (דעת), что означает не только «знание» и «умение», но и доверие, нетерпение, беспечность, легкомыслие, высокомерие, доброжелательство, благородный образ мысли.
Термин «даат» применяется также для обозначения функций разума, разумного взвешивания, решимости и осторожности. Это выражение употребляется также в смысле успокоения и — в противоположность этому (с «тируф», טירוף) — для выражения внутреннего беспокойства и даже безумия.